# Schismatoglottis
Schismatoglottis é um género botânico pertencente à família Araceae.

## Espécies
- Schismatoglottis calyptrata
- Schismatoglottis crispa
- Schismatoglottis neoguineensis
- Schismatoglottis picta